# 핀드콤
핀드콤(아일랜드어: Findchóem), 또는 핀드캄(아일랜드어: Findcháem)은 얼스터 대계의 등장인물이다. 그녀는 울라의 왕 콘코바르 막 네사의 누이이며 아메르긴 막 에키트의 아내이고 코날 케르나크의 어머니이며 쿠 훌린의 젖어머니이다.